# Мевес, Михаил Троянович
Михаил Троянович фон Мевес (19 декабря 1835— 12 марта 1905) — генерал от инфантерии, член Военного совета.

## Биография
Родился 19 декабря 1835 года, происходил из дворян Владимирской губернии. Образование получил в Орловском Бахтина кадетском корпусе, из которого выпущен 13 августа 1853 года прапорщиком в лейб-гвардии Павловский полк.
В 1854 году произведён в подпоручики, в 1860 году, с производством 17 октября в поручики, поступил в Николаевскую академию Генерального штаба. По окончании курса, в 1862 году, Мевес был награждён малой серебряной медалью, с занесением имени его на мраморную доску академии, причислен к Генеральному штабу и командирован в Астраханскую губернию для составления военно-статистического описания. По возвращении из командировки состоял при штабе войск, расположенных в Финляндии; последовательно занимал должности старшего адъютанта и заведывающего отделением управления обер-квартирмейстера этого штаба. 9 января 1863 года произведён в капитаны.
25 декабря 1863 года переведён в Генеральный штаб капитаном; 30 августа 1865 года произведён в подполковники и ровно через три года — в полковники. 2 июня 1867 года назначен начальником штаба 17-й пехотной дивизии и занимал эту должность до 2 октября 1873 года, когда получил новое назначение — командиром 66-го пехотного Бутырского полка.
Во главе Бутырского полка Мевес принимал участие в русско-турецкой войне 1877—1878 годов и за боевые отличия награждён орденом св. Владимира 3-й степени с мечами, золотой саблей с надписью «За храбрость» и чином генерал-майора (14 января 1878 года).
1 июня 1878 года назначен начальником штаба 14-го армейского корпуса. С 19 июня 1886 года по начало 1895 года был начальником 15-й местной бригады и, состоя в этой должности, 30 августа 1888 года, был произведён в генерал-лейтенанты. 18 января 1895 года назначен начальником 3-й гренадерской дивизии, которой командовал до 3 июня 1898 года, а по сдаче дивизии состоял в распоряжении военного министра сначала без должности, а с 25 января 1900 года был постоянным членом комитета по мобилизации войск и председателем комиссии по пересмотру «Наставления для мобилизации пехоты».
1 января 1903 года состоялось назначение Мевеса членом Военного совета и 6 апреля 1903 года он был произведён в генералы от инфантерии.

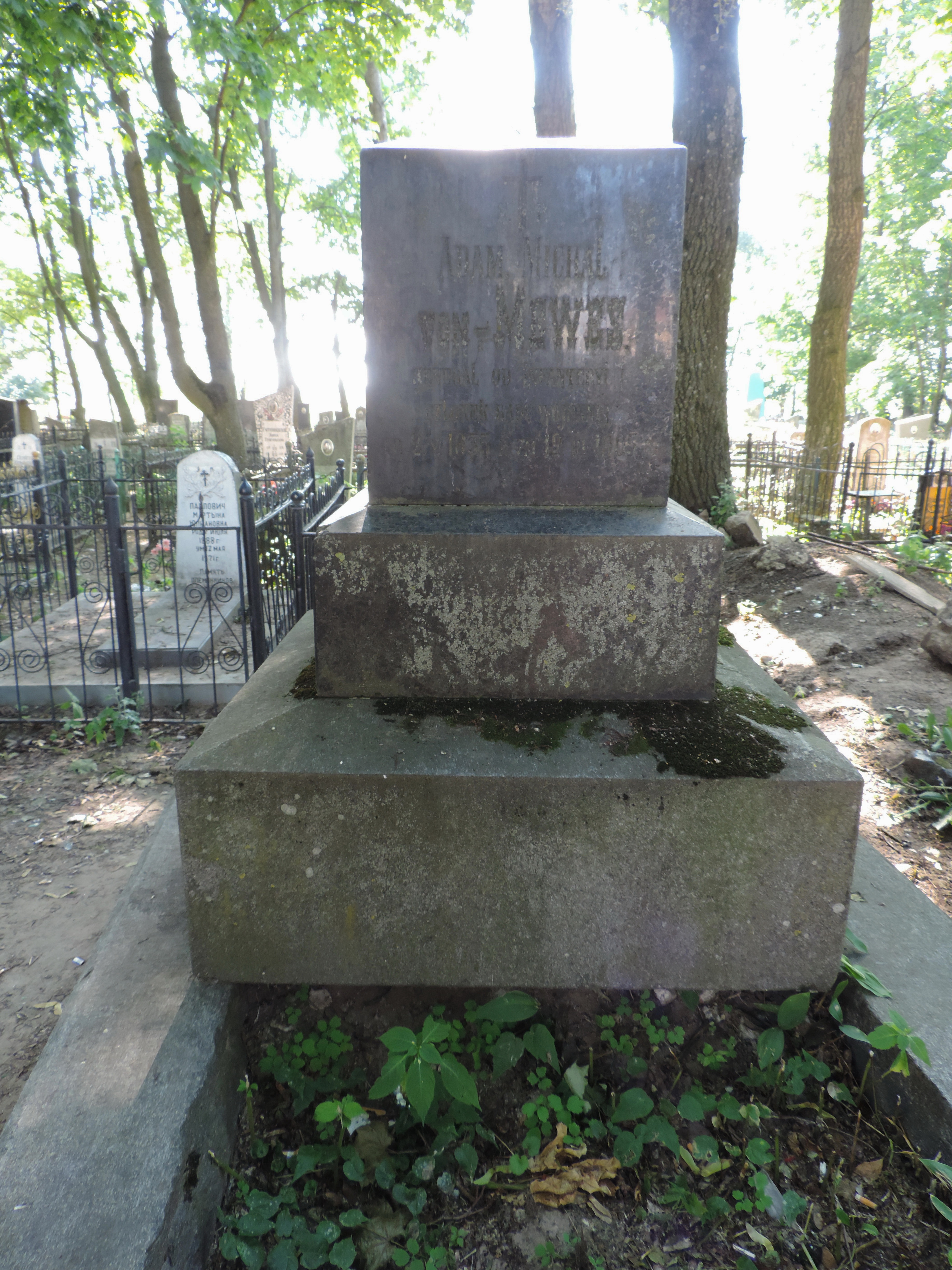
Могила генерала Михаила фон Мевеса

Скончался 12 марта 1905 года. Похоронен в городе Слуцке (Минская область, Беларусь). Надписи на памятнике на польском и русских языках. Эпитафия на памятнике: «Твое сердце всегда так сильно билось для других, что 12 марта перестало биться для себя».
Его брат Ричард также с отличием участвовал в русско-турецкой войне 1877—1878 годов, впоследствии был генерал-лейтенантом и командовал 20-м армейским корпусом.

## Награды
Среди прочих наград Мевес имел ордена:
- Орден Святого Станислава 3-й степени (1865 год)
- Орден Святой Анны 2-й степени (1870 год, императорская корона к этому ордену пожалована в 1872 году)
- Орден Святого Владимира 4-й степени (1875 год)
- Золотая сабля с надписью «За храбрость» (18 марта 1879 года)
- Орден Святого Владимира 3-й степени с мечами (1879 год)
- Орден Святого Станислава 1-й степени (1881 год)
- Орден Святой Анны 1-й степени (1884 год)
- Орден Святого Владимира 2-й степени (1891 год)
- Орден Белого орла (14 мая 1896 года)
- Орден Святого Александра Невского (13 августа 1903 года)